# Stenodynerus oculeus
Stenodynerus oculeus (лат.) — вид одиночных ос из семейства Vespidae.

## Распространение
Встречаются в Северной Америке: Канада, США.

## Описание
Длина переднего крыла самок 5,5—6,5 мм, а у самцов — 5,0—5,5 мм. Окраска тела в основном чёрная с жёлтыми отметинами. Отсутствует поперечный киль на первом метасомальном тергите. Развиты пара срединных ямок на передней части переднеспинки, есть расширения тегул.